# WestGate Towers (Split)
Westgate Tower su poslovni tornjevi smještenih u ulici Domovinskog rata na Ravnim njivama u gradu Splitu. 
Prvi toranj je središte OTP banke Hrvatske, dok je drugi Hotel Courtyard by Marriott najviši toranj u Hrvatskoj s 27 katova i 135 metara konačne visine (115 m bez antene).

## Vanjske poveznice
WestGate Group na Facebooku